# Torfou, Maine-et-Loire
Torfou är en kommun i departementet Maine-et-Loire i regionen Pays de la Loire i nordvästra Frankrike. Kommunen ligger i kantonen Montfaucon-Montigné som tillhör arrondissementet Cholet. År 2018 hade Torfou 2 284 invånare.

## Befolkningsutveckling
Antalet invånare i kommunen Torfou
| Referens: INSEE |